# جیووانی رنوستو
جیووانی رنوستو (ایتالیایی: Giovanni Renosto؛ زادهٔ ۱۴ سپتامبر ۱۹۶۰) ورزشکار دوچرخه‌سواری پیست اهل ایتالیا است.
وی در مسابقات کشوری و بین‌المللی در مجموع برندهٔ ۱ مدال طلا، ۱ مدال برنز شده‌است.